# دار خليفة
دار خليفة أو بيت الخليفة، هو معلم تاريخي كبير ومنزل خاص في أراضي مسورة، يقع بمنطقة عين دياب، إحدى ضواحي الدار البيضاء في المغرب.

## التاريخ
- تم تشييده على الطراز المغربي التقليدي، مع ساحات الحدائق، ويمتد العقار على حوالي 5000 متر مربع، ويقع على منحدر يطل على شاطئ المحيط الأطلسي، وكما يوحي اسمه، كان القصر في السابق مملوكًا لخليفة أو حاكم ثري.[3]

- وهو الآن به المقر الرئيسي لمنظمة تعليمية وثقافية غير ربحية، مؤسسة شهرزاد.

- في عام 2022، بدأ العمل على تجديد دار خليفة لتحويلها إلى مقر لمؤسسة شهرزاد، وهي مؤسسة غير ربحية مخصصة للتراث الشعبي وتعليم القصص، هو نشر وتعميم هذه الحكايات التقليدية، و وكذلك لاستضافة مهرجان الحكايات في دار خليفة.[4][5]

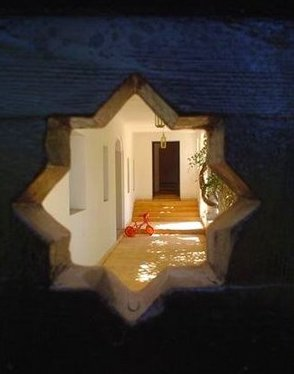
دار خليفة

- دار خليفة استأجر طاهر شاه حرفيين من جميع أنحاء المغرب للعمل على نوافير الزليج الرائعة، والحواجز الجصية ذات التصاميم الإسلامية الهندسية، والمداخل الخشبية البربرية المنحوتة بشكل معقد،، وقد درس (القصص التعليمية) التقليدية لسنوات عديدة, تحتوي هذه القصص على طبقات من المعاني العميقة، وتحتوي أيضًا على شكل من أشكال التغذية". أحد الأهداف الرئيسية لمؤسسة شهرزاد هو نشر وتعميم هذه الحكايات التقليدية، وكذلك استضافة مهرجان لرواية القصص[6][7]